# Mimolaia variicornis
Mimolaia variicornis là một loài bọ cánh cứng trong họ Cerambycidae.